# Soligalicz
Soligalicz (ros. Солигалич) – miasto w środkowej części europejskiej Rosji, na terenie obwodu kostromskiego, stolica rejonu soligackiego. Miejscowość leży nad rzeką Kostromą (dopływ Wołgi) i liczy 6.635 mieszkańców (1 stycznia 2005). Soligalicz został założony w 1335 roku, a prawa miejskie uzyskał w roku 1778.